# Tanacetum vulgare

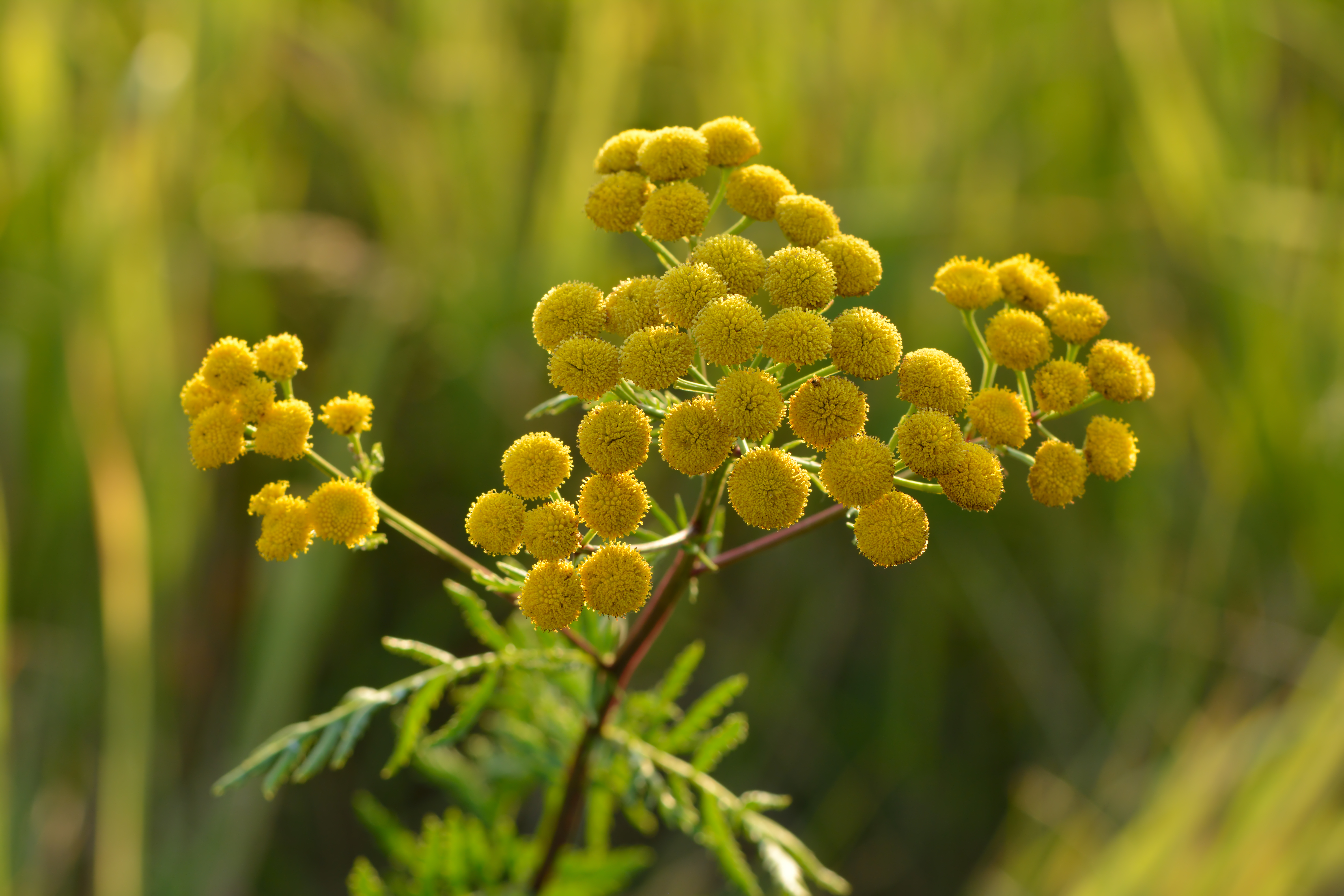
Inflorescencia

Tanacetum vulgare es una planta herbácea perenne también conocida como tanaceto, tansi o hierba lombriguera. Es natural de Europa y de Asia, cada vez más rara cuando se avanza hacia el sur.

## Características
Es una planta herbácea perenne muy robusta que posee un tallo erecto de 60 a 90 cm de altura. Las hojas pinnadas con numerosos foliolos profundamente dentados, son de color verde oscuro y aromáticas. Las flores son pequeñas de color amarillo dorado agrupadas en capítulos formando un corimbo denso y aplanado, florecen en verano.

## Historia
El uso medicinal de la tanaceto es antiguo,  lo demuestra su presencia en la Capitulare de villis vel curtis imperii, una orden emitida por Carlomagno que reclama a sus campos para que cultiven  una serie de hierbas y condimentos incluyendo las "tanazitam" identificada actualmente como Tanacetum vulgare.

## Propiedades
- Vermífugo.

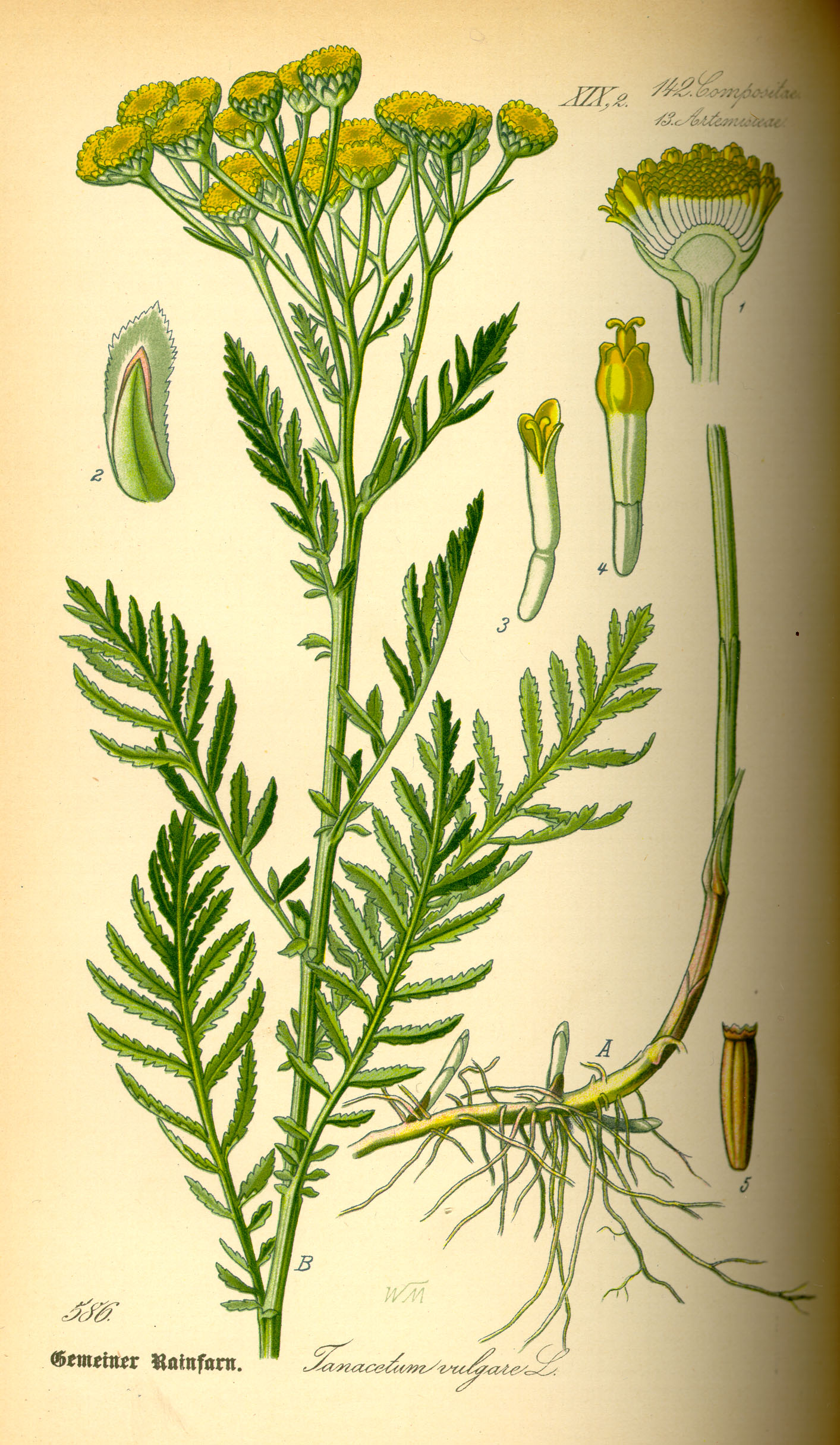
Tanacetum vulgare

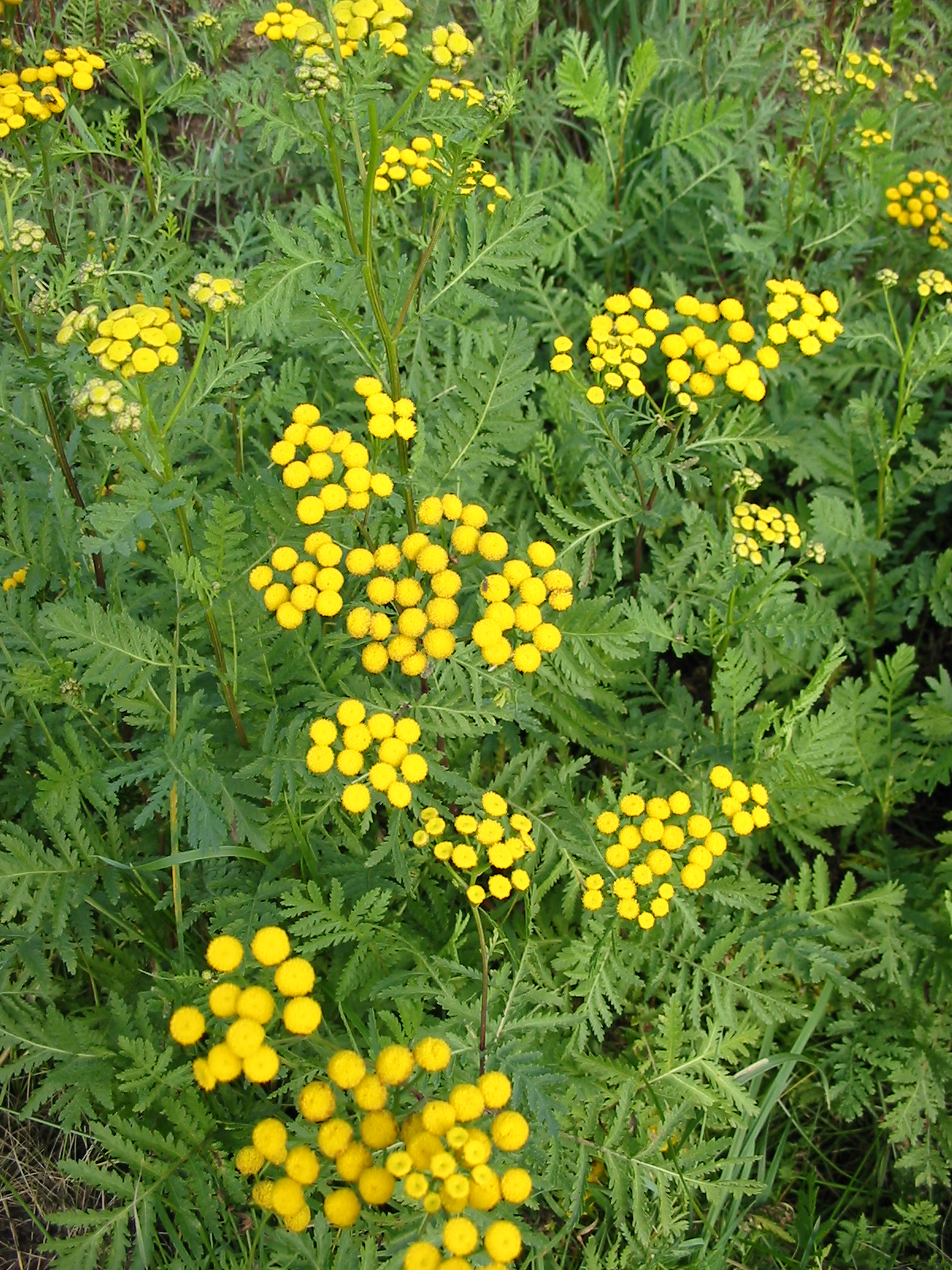
Flores

- La infusión de flores es un antihelmíntico recomendado contra las ascarides y los oxiuros.
- En su aplicación externa se aplica su aceite para combatir el reumatismo.
- Tanacetum parthenium Sch.Bip. es una de las plantas más útiles para las migrañas (síndrome migrañoso) y trastornos menstruales en general. Se emplea en infusión, tintura madre y extracto fluido. Su principio activo - matricarina - se emplea en medicina convencional para los mismos fines.
- El Tanacetum vulgare tiene prohibida su venta al público, así como la de sus preparados, y su uso en España, por razón de su toxicidad, conforme con lo que establece el artículo 42.2 de la Ley 25/1990, de 20 de diciembre, del Medicamento. Su comercialización se restringe a la elaboración de especialidades farmacéuticas, fórmulas magistrales, preparados oficinales, cepas homeopáticas y a la investigación.

## Uso en medicina popular
Durante muchos años, el tanaceto se ha utilizado como una hierba medicinal a pesar de su toxicidad. En el folclore irlandés del siglo XIX, se sugiere bañarse en una solución de tanaceto y sal como una cura para el dolor articular. Un té amargo hecho con flores de tanaceto se ha utilizado durante siglos como un antihelmíntico para tratar las infestaciones parasitarias, y las tortas de tanaceto eran tradicionalmente comidas durante la Cuaresma, ya que se cree que el consumo de pescado durante la Cuaresma causaba gusanos intestinales. Varias especies de Tanacetum se utilizan ethnomedicalmente para tratar la migraña, neuralgia y el reumatismo y como antihelmínticos. Tradicionalmente, el tanaceto fue utilizado a menudo por sus efectos emenagogos para provocar la menstruación o terminar un embarazo no deseado, y se recomienda a las mujeres embarazadas a no utilizar esta hierba. La investigación publicada en 2011 identificó 3,5- ácido dicafeoilquínico (3,5- DCQA) y axillarin en tanaceto como compuestos antivirales que son activos contra el virus del Herpes simple.

## Taxonomía
Tanacetum vulgare fue descrita por Carlos Linneo y publicado en Species Plantarum 2: 844–845. 1753.
Etimología
Tanacetum: nombre genérico  derivado del latín medieval "tanazita" que a su vez proviene del griego "athanasia" (= inmortal, a largo plazo), que probablemente indica la larga duración de la inflorescencia de esta planta, en otros textos se refiere a la creencia de que las bebidas a base de las hojas de esta planta confiere la vida eterna.

vulgare: epíteto latino que significa "vulgar, común".
Sinonimia
- Chrysanthemum vulgare (L.) Bernh. 1800
- Leucanthemum vulgare Lam.
- Chrysanthemum leucanthemum L.
- Chrysanthemum leucanthemum var. boecheri Boivin
- Chrysanthemum leucanthemum L. var. pinnatifidum Lecoq & Lamotte
- Leucanthemum leucanthemum (L.) Rydb.
- Leucanthemum vulgare Lam. var. pinnatifidum (Lecoq & Lamotte) Moldenke[8]

## Nombres comunes
- Castellano: San Pedros, Santa Teresita, altamisa, anastasia, artemisa menor, atanasia, buen varón, buen varón de Jarava, cazapete, cazapeto, hierba de la lombriz, hierba de las lombrices, hierba lombricera, hierba lombriguera, hierba lombriquera, hierba lombriza, hoja de Santa Teresa, lombricera, lombriguera, meruca, palma real, palma rizá,palma de la india, pluma de Santa Teresita, pluma rizá, plumarizá, sacapeoh, santa teresita, tana, tanaceto, triaca, tríaca, yerba de las lombrices, yerba lombricera, yerba lombriguera.[9]